# Thérèse philosophe
Thérèse philosophe, ou mémoires pour servir à l’histoire du Père Dirrag et de Mademoiselle Éradice (lit. Teresa filósofa, o memorias para servir a la historia del padre Dirrag y de la señorita Éradice), más conocida por el nombre de Thérèse philosophe, es una novela aparecida en 1748 y de autor desconocido. Producto de un ambicioso proyecto editorial de una casa editorial a caballo entre Bélgica y Francia, se suele atribuir a  Jean-Baptiste de Boyer o a Louis-Charles Fougeret de Monbron o incluso a Denis Diderot.
Thérèse philosophe describe en su primera parte la relación entre Marie-Catherine Cadière («Eradice») y Jean-Baptiste Girard («Dirrag»), relación en la que Thérèse es presentada como testigo. Calificada como roman libertin (novela libertina), lo que explica sus ventas masivas en la Francia del siglo XVIII, esta obra contiene ciertas ideas de los Philosophes de las Luces.

## Resumen

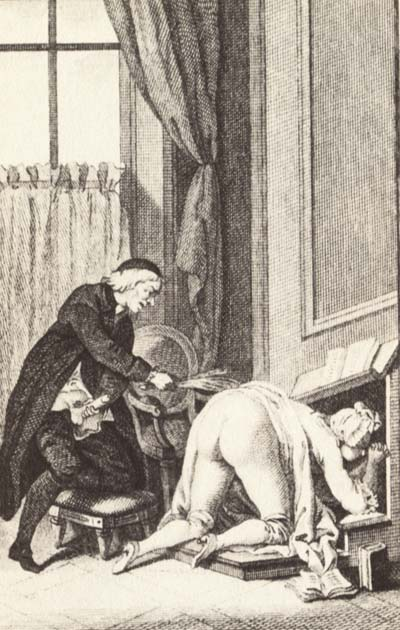
Ilustración para Thérèse philosophe: El padre Dirrag azotando a Eradice.

La narración comienza con Teresa (Thérèse), sexualmente precoz a pesar de sí misma, de sólida familia burguesa, internada por su madre en un convento a los 11 años. Allí, enferma porque no le permiten expresar su placer, lo que desorganiza su cuerpo y la lleva al borde de la muerte, hasta que su madre finalmente la saca del convento a los 23 años.
Se convierte entonces en alumna del padre Dirrag, un jesuita que enseña materialismo a escondidas. Teresa espía a Dirrag mientras aconseja a su condiscípula, la señorita Eradice, aprovechándose de su ambición espiritual para seducirla. Mediante flagelación y penetración, Dirrag le proporciona a la señorita Eradice lo que ella cree que es éxtasis espiritual, pero en realidad es sexual. «Padre Dirrag» y «Mlle. Eradice» reciben sus nombres de anagramas del sacerdote jesuita Jean-Baptiste Girard y Catherine Cadière, quienes fueron objeto de un juicio muy publicitado por la relación ilícita entre un sacerdote y una estudiante en 1730.
Después de esto, Teresa pasa tiempo con Madame C y el abad T., a quienes espía en múltiples ocasiones mientras discuten sobre filosofía política y religiosa libertina justo antes de tener, y a veces durante, diversos actos sexuales. (El abad T. es claramente el mismo personaje que aparece en otra novela homónima, de transición a la adultez, de temática libertina, publicada ese mismo año o posiblemente uno antes: Laureles Eclesiásticos, o las Campañas del Abad T. con el Triunfo de las Monjas, atribuida a Jacques Rochette La Morlière. Esta última novela es uno de los varios títulos que aparecen al final de Thérèse philosophe como pertenecientes a la biblioteca del conde, biblioteca que le presta a Teresa como parte de una apuesta.
La educación sexual de Teresa continúa con su relación con Madame Bois-Laurier, una prostituta experimentada, que también es virgen, para sorpresa, deleite y también decepción de sus clientes. Muchos de estos intentarán romper su virginidad, sin éxito. Esta sección de la novela constituye una variación posiblemente hilarante de los diálogos de prostitutas que eran comunes en novelas pornográficas tempranas.
Finalmente, Teresa conoce al Conde anónimo, quien la desea como amante. Ella se niega a tener relaciones sexuales con él por miedo a morir en un parto (algo razonable en aquel entonces) y también porque la masturbación le resulta suficientemente placentera. Él hace una apuesta con ella: si aguanta dos semanas en una habitación llena de libros y cuadros eróticos sin masturbarse, no le exigirá sexo. Teresa pierde y se convierte en la amante permanente del Conde.

## Conceptos filosóficos y sociales
A pesar de todo su libertinaje escrito, resultan interesantes algunos conceptos e ideas filosóficas presentes en sus páginas. Entre las secciones más gráficamente adultas de la novela, se discuten temas filosóficos entre los personajes, incluyendo el materialismo, el hedonismo o el ateísmo. Todos los fenómenos son materia en movimiento, y la religión es un fraude, aunque útil para mantener a raya a la clase trabajadora.
Como en la gran mayoría de las novelas libertinas, los personajes femeninos son más jóvenes que los personajes masculinos. Esta novela atrae la atención sobre la represión sexual de las mujeres en la época de las Luces, pero igualmente sobre el aprovechamiento de la sexualidad por la autoridad religiosa.

## Relación con la invención de la pornografía
En esta y otras obras de estilo erótico que aparecen durante el renacimiento algunos historiadores sitúan el surgimiento de la pornografía como fenómeno social, en gran parte debido a que con la llegada de la imprenta una gran parte de la sociedad comenzaron a tener acceso a las mismas. Dichas obras visuales y escritas aparecen como respuesta a normas religiosas, políticas y morales, las cuales recíprocamente censuran y rechazan bajo una amenaza percibida de corrupción moral de la sociedad. Irónicamente, el miedo a que estos textos fueran una amenaza convertían su consumo en algo subversivo y tentador, lo que recíprocamente animaba a las autoridades a censurar con más razón.
Es crucial entender que aún a día de hoy cualquier representación de lo sexual no es inherentemente una amenaza para los valores de una sociedad. Son productos culturales humanos que han tenido consecuencias negativas en gran medida por el propio rechazo al que fueron sometidas, pero si se perciben como naturales estas consecuencias son notablemente reducidas.

## Atribución a Jean-Baptiste de Boyer
El marqués de Sade aparentemente no tenía ninguna duda sobre la paternidad de Thérèse Philosophe cuando la atribuye sin más comentarios al marqués de Argens (y a cuyo ilustrador incluso conoce, mencionándolo al pie de la página) en La Nouvelle Justine: «Se incluyó a Thérèse Philosophe; obra encantadora del Marqués de Argens (I), el único que mostró el objetivo, sin llegar sin embargo a alcanzarlo del todo; el único que ha unido gratamente la lujuria a la impiedad, y que, pronto devuelto al público, tal como el autor lo había concebido originalmente, dará finalmente la idea de un libro inmoral. (I) Fue el famoso Caylus quien grabó [sic] las estampas».
Por otro lado, la novela es publicada por editorial Babel bajo el nombre de Boyer d'Argens, y el editor se esfuerza por demostrar a cada paso que el marqués de Argens es efectivamente el autor. Señala, entre otras cosas, que el sensacionalista proceso del asunto Cadière (Eradice), que opuso al jesuita Girard (Dirrag) a su penitente y que se celebró en el parlamento de Provenza (Vincerop), tuvo lugar bajo la autoridad del padre del Marqués de Argens, entonces fiscal general. En las memorias de Argens se relatan estos hechos, y el editor observa sorprendentes similitudes entre el texto de estas memorias y el de Thérèse Philosophe.
Jacques Duprilot atribuye erróneamente el libro a Denis Diderot, quien fue encarcelado brevemente por sus escritos filosóficos y por escribir novelas libertinas.

## Influencia y adaptaciones
- Dostoyevski se refirió repetidamente a la novela en sus notas de trabajo tanto para El idiota como para Los demonios.[6]
- Thérése Philosophe fue adaptada vagamente como el segundo segmento de la película antológica francesa de Walerian Borowczyk, Cuentos inmorales (1973). Thérése fue interpretada por Charlotte Alexandra.

## Edición moderna
- Thérèse philosophe. Facsímil de la edición de Parí (?), c. 1780. Con una introducción de Jacques Duprilot. Ginebra-París, éditions Slatkine, 1980.
- Boyer d'Argens. Thérèse philosophe ou Mémoires pour servir à l'histoire du P. Dirrag et de Mlle Eradice. Babel, Actes Sud, 1992.
- Thérèse philosophe, ou, Mémoires pour servir à l'histoire du Père Dirrag et de Mademoiselle Éradice. Saint-Étienne, Publications de l'Université de Saint-Étienne, 2000 ISBN 9782862720395
- Thérèse philosophe ou Mémoires pour servir à l'histoire du Père Dirrag et de Mademoiselle Éradice. GF Flammarion, 2007 ISBN 9782080712547